# Igor Michailowitsch Ternow
Igor Michailowitsch Ternow (russisch И́горь Миха́йлович Терно́в; * 11. November 1921; † 12. April 1996 in Moskau) war ein sowjetischer theoretischer Physiker. 

## Leben
Ternow studierte Physik an der Lomonossow-Universität mit dem Abschluss 1951. Er war ein Schüler von Arseni Alexandrowitsch Sokolow und wurde 1962 Professor an der Lomonossow-Universität. Er war dort Vizerektor (1969 und 1973 bis 1978), Leiter der Abteilung Quantentheorie und der Theoretischen Physik und er war Parteisekretär der Kommunistischen Partei in der Physik-Fakultät.
Er befasste sich insbesondere mit der Theorie der Synchrotronstrahlung zum Beispiel in Beschleunigern und verschiedener quantenmechanischer Effekte von geladenen Teilchen in äußeren Feldern, zum Beispiel der Selbstpolarisation von Elektronen in starken Magnetfeldern über Synchrotronstrahlung (Sokolov-Ternov-Effekt) und Quanteneffekten in den Elektronenbahnen in Synchrotron-Beschleunigern. Dabei arbeitete er eng mit Sokolow zusammen.
1976 erhielt er den Staatspreis der UdSSR mit Sokolow.

## Schriften
- mit A. A. Sokolov Synchrotron Radiation, Elsevier 1969
- mit Sokolov Synchrotron Radiation from relativistic electrons, American Institute of Physics 1986
- mit Sokolov, V. Ch. Zhukovskii Quantum Mechanics, Imported Publ. 1986
- mit Sokolov, Zhukovskii, A. V. Borisov Quantum Electrodynamics, MIR Pub., Moskau 1988